# José María Sales
José María Sales Reig (Burriana, 1843-Valencia, 1912) fue un abogado, terrateniente y político español

## Biografía
Hijo de Jaime Sales Musoles y hermano de Jacobo Sales. Se licenció en Derecho en la Universidad de Valencia y ejerció durante unos años como abogado. Amigo de Cristino Martos, en 1879 fue elegido concejal del Ayuntamiento de Valencia. En 1881, como miembro del Partido Liberal, fue nombrado segundo teniente de alcalde y fue alcalde de 1881 a 1884 y de noviembre de 1886 a septiembre de 1888. Fue elegido diputado al Congreso por el distrito electoral de Torrente (provincia de Valencia) en las elecciones generales de 1893. En 1895 abandonó el escaño y volvió a Valencia a ejercer como abogado.